# Rödryggad guldstekel
Rödryggad guldstekel (Chrysis viridula) är en stekelart som beskrevs av Carl von Linné 1761. Arten ingår i släktet eldguldsteklar (Chrysis) och familjen guldsteklar (Chrysididae). Arten är reproducerande i Sverige.

## Bilder

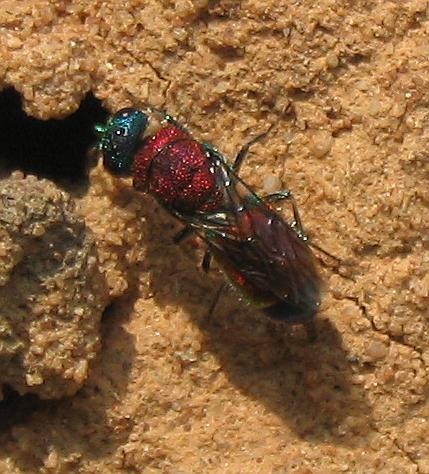
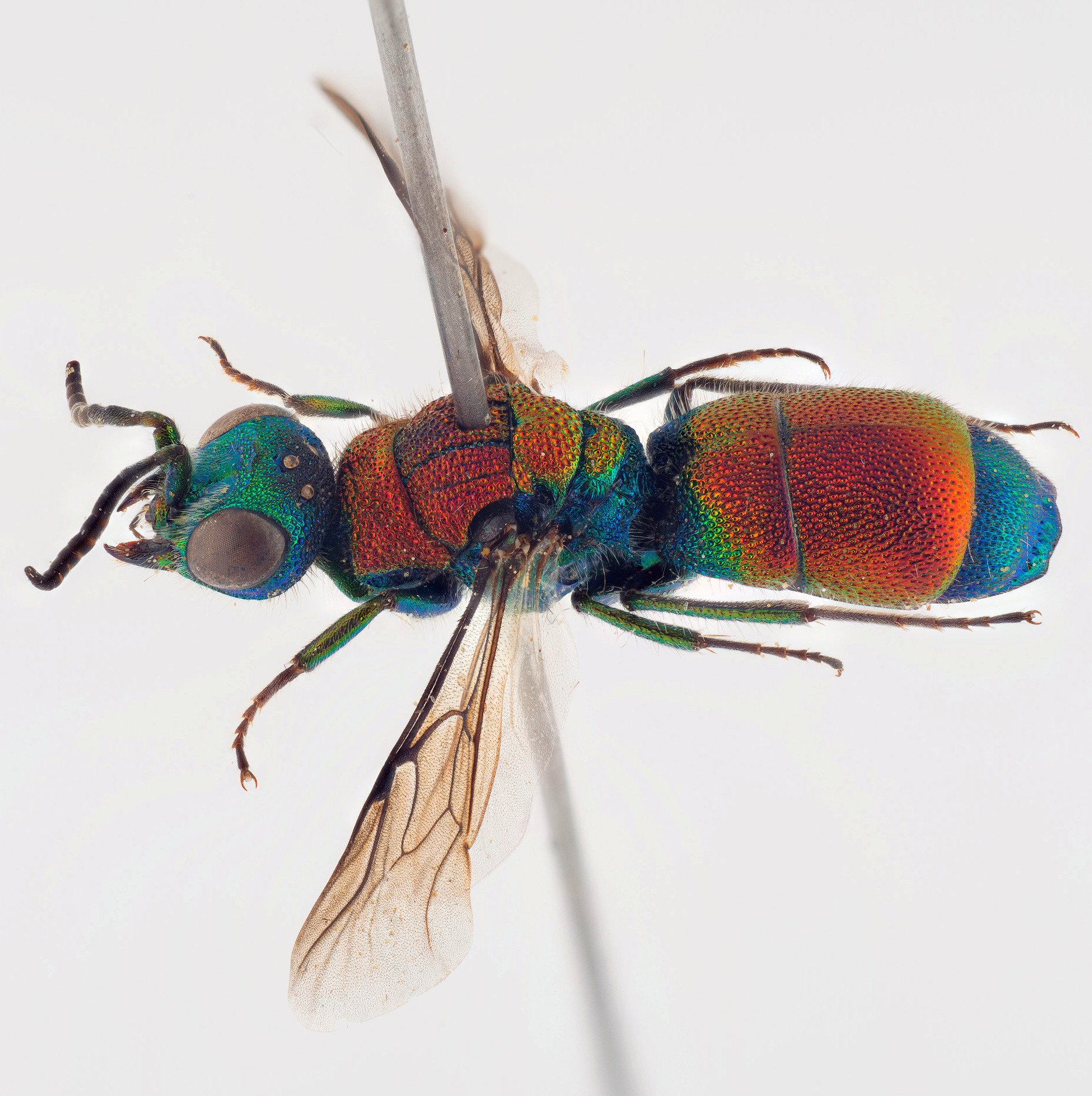